# Kristof Wilke
Kristof Wilke (ur. 17 kwietnia 1985 w Radolfzell am Bodensee) – niemiecki wioślarz, mistrz olimpijski, trzykrotny mistrz świata, mistrz Europy.

## Osiągnięcia
- Mistrzostwa Europy – Poznań 2007 – czwórka bez sternika – 2. miejsce
- Igrzyska olimpijskie – Pekin 2008 – ósemka – 8. miejsce
- Mistrzostwa świata – Poznań 2009 – ósemka – 1. miejsce
- Mistrzostwa Europy – Montemor-o-Velho 2010 – ósemka – 1. miejsce
- Mistrzostwa świata – Hamilton 2010 – ósemka – 1. miejsce
- Mistrzostwa świata – Bled 2011 – ósemka – 1. miejsce
- Igrzyska olimpijskie – Londyn 2012 – ósemka – 1. miejsce
- Mistrzostwa świata – Chungju 2013 – ósemka – 1. miejsce